# Marloes de Boer
Marloes de Boer (Den Ham, 30 januari 1982) is een Nederlandse ex-voetbalster die onder andere speelde voor FC Twente.

## Carrière

### Jeugd en Hoofdklasse
De Boer begon haar carrière bij de plaatselijke voetbalclub uit haar woonplaats Den Ham. Vanaf seizoen 2001-02 speelde ze bij Oranje Nassau uit Groningen voor het eerst in de hoofdklasse, dat op dat moment het hoogste niveau voor vrouwenvoetbal was in Nederland. In het seizoen 2003/04 presteerde ze zo goed bij Oranje Nassau, dat ze tweede werd in het klassement voor de beste speelster achter Daphne Koster. In het seizoen daarna won ze zowel de KNVB beker als het Fair Play klassement met Oranje Nassau. Vanaf seizoen 2005/06 kwam De Boer uit voor Be Quick '28, waar ze in haar tweede seizoen werd verkozen tot de beste speelster van de hoofdklasse.

### FC Twente
In de zomer van 2007 ruilde zij Be Quick '28 in voor FC Twente om mee te doen aan de nieuw opgerichte Eredivisie voor vrouwen. De Boer is aanvoerder van het elftal en vormt samen met Carola Winter het centrale verdedigingsduo. Aan het einde van haar eerste seizoen bij Twente won ze de KNVB beker, die ze als aanvoerster in ontvangst mocht nemen. De bekerfinale bracht niet alleen maar goed nieuws voor De Boer. Ze moest zich in de wedstrijd al vroeg laten wisselen. Later bleek dat ze haar kruisband had afgescheurd. Naar verwachting zal ze zes tot negen maanden vanaf de kant moeten toekijken.
Op 14 mei 2009 maakte ze haar rentree op de Nederlandse velden. In het uitduel tegen sc Heerenveen dat met 2-1 verloren werd speelde ze zestig minuten mee. Nadat ze met het Nederlands elftal deelnam aan het EK in Finland, sloot ze weer bij FC Twente aan in de voorbereiding op seizoen 2009/10. Tijden een oefenwedstrijd in de voorbereiding liep De Boer een zware knieblessure op. De voorste kruisband van haar knie was gescheurd, waardoor een operatie noodzakelijk was. De herstelperiode duurt naar verwachting negen maanden, wat kort gezegd inhoudt dat ze tijdens seizoen 2009/10 niet in actie kan komen voor haar club en het nationale elftal.
Gaandeweg het seizoen 2010/11 maakte De Boer haar rentree bij FC Twente. Eerst bij de beloften, vervolgens in het eerste. Trainer Kok-Willemsen posteerde haar eerst naast Ashley Nick op het middenveld, maar na het vertrek van Caitlin Farrell haalde de coach haar een linie naar achteren. Dat jaar won ze de landstitel met de club. In de voorbereiding op seizoen 2011/12 besloot De Boer om haar voetbalcarrière te beëindigen.

### Nederlands elftal
Op 14 juni 2001 maakte De Boer haar debuut voor het Nederlands vrouwenvoetbalelftal in de wedstrijd tegen Tsjechië die met 2-0 verloren ging. Toen record-international Marleen Wissink een punt achter haar interlandcarrière zette, droeg De Boer een tijdje de aanvoerdersband. Toen ze een schorsing uitzat nam Liesbeth Migchelsen de band over, die sindsdien de vaste aanvoerder was. In de zomer van 2009 nam De Boer deel met het Nederlands elftal aan het EK. Het jaar voor het EK stond in teken van revalideren en zodoende had ze geen basisplaats in het elftal. Uiteindelijk speelde ze alleen de laatste wedstrijd in de halve finale. In de verlenging loste ze Dyanne Bito af.

## Erelijst

### In clubverband
- KNVB beker: 2005 (Oranje Nassau), 2008 (FC Twente)
- Fair Play Cup: 2005 (Oranje Nassau)
- Landskampioen Nederland: 2011 (FC Twente)

### Nationaal
- Runner-up Universiade toernooi: 2001

### Individueel
- Runner-up beste speelster hoofdklasse: 2003/04
- Beste speelster hoofdklasse: 2006/07

## Statistieken

### Club
| Seizoen         | Club            |                    | Competitie      | Competitie | Competitie | Beker | Beker | Internationaal | Internationaal | Overig | Overig | Totaal | Totaal |
| Seizoen         | Club            | Wed.               | Competitie      | Dlp.       | Wed.       | Dlp.  | Wed.  | Dlp.           | Wed.           | Dlp.   | Wed.   | Dlp.   |        |
| --------------- | --------------- | ------------------ | --------------- | ---------- | ---------- | ----- | ----- | -------------- | -------------- | ------ | ------ | ------ | ------ |
| 2001/02         | Oranje Nassau   | Vlag van Nederland | Hoofdklasse     | -          | -          | -     | -     | -              | -              | -      | -      | -      | -      |
| 2002/03         | Oranje Nassau   | Vlag van Nederland | Hoofdklasse     | -          | -          | -     | -     | -              | -              | -      | -      | -      | -      |
| 2003/04         | Oranje Nassau   | Vlag van Nederland | Hoofdklasse     | -          | -          | -     | -     | -              | -              | -      | -      | -      | -      |
| 2004/05         | Oranje Nassau   | Vlag van Nederland | Hoofdklasse     | -          | -          | -     | -     | -              | -              | -      | -      | -      | -      |
| Club totaal     | Club totaal     | Club totaal        | Club totaal     | -          | -          | -     | -     | -              | -              | -      | -      | -      | -      |
| 2005/06         | Be Quick '28    | Vlag van Nederland | Hoofdklasse     | -          | -          | -     | -     | -              | -              | -      | -      | -      | -      |
| 2006/07         | Be Quick '28    | Vlag van Nederland | Hoofdklasse     | -          | -          | -     | -     | -              | -              | -      | -      | -      | -      |
| Club totaal     | Club totaal     | Club totaal        | Club totaal     | -          | -          | -     | -     | -              | -              | -      | -      | -      | -      |
| 2007/08         | FC Twente       | Vlag van Nederland | Eredivisie      | 18         | 1          | 5     | 0     | -              | -              | -      | -      | 23     | 1      |
| 2008/09         | FC Twente       | Vlag van Nederland | Eredivisie      | 3          | 0          | 0     | 0     | -              | -              | -      | -      | 3      | 0      |
| 2009/10         | FC Twente       | Vlag van Nederland | Eredivisie      | 0          | 0          | 0     | 0     | -              | -              | -      | -      | 0      | 0      |
| 2010/11         | FC Twente       | Vlag van Nederland | Eredivisie      | 17         | 2          | 1     | 0     | -              | -              | -      | -      | 18     | 2      |
| Club totaal     | Club totaal     | Club totaal        | Club totaal     | 38         | 3          | 6     | 0     | -              | -              | -      | -      | 44     | 3      |
| Carrière totaal | Carrière totaal | Carrière totaal    | Carrière totaal | 38         | 3          | 6     | 0     | 0              | 0              | 0      | 0      | 44     | 3      |

### Interlands
| Seizoen         | Land            | Vriendschappelijk | Vriendschappelijk | Officieel | Officieel | Totaal | Totaal |
| Seizoen         | Land            | Wed.              | Dlp.              | Wed.      | Dlp.      | Wed.   | Dlp.   |
| --------------- | --------------- | ----------------- | ----------------- | --------- | --------- | ------ | ------ |
| 2000/01         | Nederland       | 1                 | 0                 | 0         | 0         | 1      | 0      |
| 2001/02         | Nederland       | 4                 | 0                 | 3         | 0         | 7      | 0      |
| 2002/03         | Nederland       | 4                 | 1                 | 1         | 0         | 5      | 1      |
| 2003/04         | Nederland       | 1                 | 0                 | 3         | 1         | 4      | 1      |
| 2004/05         | Nederland       | 8                 | 0                 | 1         | 0         | 9      | 0      |
| 2005/06         | Nederland       | 9                 | 0                 | 4         | 1         | 13     | 1      |
| 2006/07         | Nederland       | 6                 | 1                 | 5         | 0         | 11     | 1      |
| 2007/08         | Nederland       | 5                 | 0                 | 2         | 0         | 7      | 0      |
| 2008/09         | Nederland       | 0                 | 0                 | 0         | 0         | 0      | 0      |
| 2009/10         | Nederland       | 2                 | 0                 | 1         | 0         | 3      | 0      |
| Carrière totaal | Carrière totaal | 40                | 2                 | 20        | 2         | 60     | 4      |